# Џамејка Бич (Тексас)
Џамејка Бич (енгл. Jamaica Beach) град је у америчкој савезној држави Тексас. По попису становништва из 2010. у њему је живело 983 становника.

## Демографија
Према попису становништва из 2010. у граду је живело 983 становника, што је 92 (8,6%) становника мање него 2000. године.
| Група             | 2000.       | 2010.       |
| Белци             | 958 (89,1%) | 870 (88,5%) |
| Афроамериканци    | 4 (0,4%)    | 17 (1,7%)   |
| Азијати           | 6 (0,6%)    | 11 (1,1%)   |
| Хиспаноамериканци | 92 (8,6%)   | 72 (7,3%)   |
| Укупно            | 1.075       | 983         |